# 大腿筋
大腿筋（だいたいきん、英語: femoris muscle）は、大腿の筋肉の総称。

## 構成する筋肉
- 縫工筋
- 大腿四頭筋
  - 大腿直筋
  - 内側広筋
  - 外側広筋
  - 中間広筋
- 膝関節筋
- 大腿二頭筋
- 半腱様筋
- 半膜様筋